# Полунощница
Вижте пояснителната страница за други значения на Полунощница.
Полунощница е служба от дневния богуслужебен цикъл, която се служи преди полунощ. На нея се чете или пее канон и се четат молитви, предварящи Утренята. Според Свети Марк Ефески, тя символизира ставането от съня на телесната заблуда и пробуждането за праведен живот. Установена е по вдъхновение от 118 тия псалом, който споменава „ставането посред нощ за благодарене на Бог“.

## Последование

### 1. част
- Обичайните молитви,
- Благословия от свещеника: Благословен Бог наш…
- Трисветое: (Святий Боже, Святий Крепкий, Святий и Безсмертний…)
- Отче наш и
- Възглас „Да дойдем да служим на Христос, нашия Цар и Бог.“

### 2. част
- Псалм 50 – „покайният псалом“ – „Помилуй мя Боже по великата Си милост…“
- Катизма от Псалтира
- Верую…
- Трисветое…
- Отче наш,
- Тропари и молитви
- Молитва и благослов от свещеника
- през Великия пост, се чете молитвата на св. Ефрем.

### 3. част
- „Приидите поклонимся…“
- Псалм 120 и 133
- Трисветое
- Покаен тропар
- Молитва и благослов от свещеника

### 4. част /Заключителна
- Искане на взаимна прошка
- Ектения
- Благослов от свещеника